# Revista Brasilera de Dret Animal
La Revista Brasilera de Dret Animal (Revista Brasileira de Direito Animal) va ser la primera revista de dret dedicada als drets dels animals a l'Amèrica Llatina. Es va fundar el 2006 i té regularitat anual. És publicada per l'Institut Abolicionista Animal amb el grup d'investigació en Dret Animal del Postgrau de la Universitat Federal de Bahia. L'edició és coordinada pels magistrats de justícia de medi ambient del Ministeri d'Estat de Bahia Heron José de Santana i Luciano Rocha Santana.
Aquesta publicació té un caràcter interdisciplinari (dret, filosofia, medicina veterinària i altres) i compta amb la contribució de científics nacionals i internacionals com el filòsof estatunidenc Tom Regan, el jurista nord-americà David Favre, la filòsofa brasilera Sônia Felipe, la jurista brasilera Edna Cardoso Dias, el magistrat brasiler Laerte Levai, o el jurista francès Jean-Pierre Marguen.
Sobre aquesta revista, Tom Regan va escriure:
| «            | "Les accions recents dels fundadors de la Revista Brasileira de Direito Animal duen un nou futur als drets dels animals al Brasil. Mai abans un brasiler no es va atrevir a arxivar una escriptura de la recopilació dels habeas corpus a nom d'un animal no-humà. Imagini's: Un imperatiu legal demandant l'alliberament d'un animal no-humà il·legalment empresonat! Però això és precisament el que els fundadors de RDVA van fer el setembre d'aquest any, en nom dels ximpanzés cruelment condemnats a romandre rere les barres del zoo en l'estat de Bahia (...)" | » |
| — Tom Regan, | |   |